# ژیان‌مرغ کوتوله چشم‌روشن
ژیان‌مرغ کوتوله چشم‌روشن (نام علمی: Atalotriccus pilaris)، یک گونه از پرندگان خانواده مگس‌گیران ژیان‌مرغ است که سردهٔ تک‌نماد Atalotriccus را تشکیل می‌دهد.
در برزیل، کلمبیا، گویان، پاناما و ونزوئلا یافت می‌شود. زیستگاه‌های طبیعی آن جنگل‌های خشک نیمه‌گرمسیری یا گرمسیری و جنگل‌های دشت نمناک نیمه‌گرمسیری یا گرمسیری است.

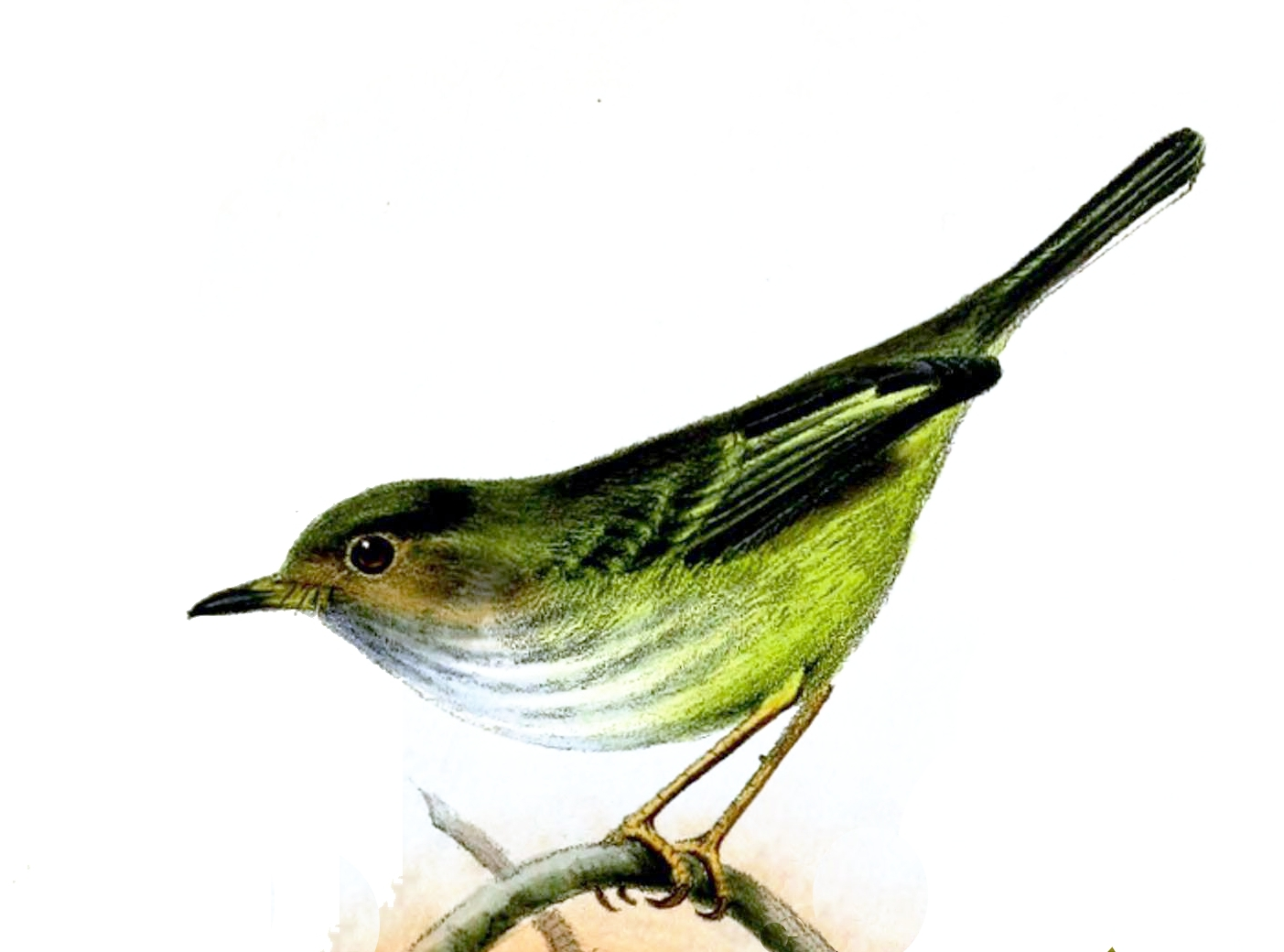